# Václav Kubička
Václav Kubička (Písek, República Checa, 28 de septiembre de 1939-Rüsselsheim, Alemania, 21 de enero de 2005) fue un gimnasta artístico checoslovaco medallista de bronce mundial en 1962 en el concurso por equipos.

## Carrera deportiva
En el Mundial de Praga 1962 ganó la medalla de bronce en el concurso por equipos, quedando situados en el podio tras los japoneses y soviéticos, y siendo sus compañeros de equipo: Pavel Gajdoš, Karel Klečka, Přemysl Krbec, Ladislav Pazdera y Jaroslav Šťastný.